# Johannes Hartmann (Theologe)
Johannes Hartmann (* im 16. Jahrhundert; † 1624 in Bonn) war ein deutscher römisch-katholischer Theologe und von 1613 bis 1621 Generalvikar im Bistum Münster.

## Leben
Johannes Hartmann war Jesuitenschüler, besuchte von 1598 bis 1604 das Collegium Germanicum in Rom und schloss das Theologiestudium als Dr. Theol. ab. 
1613 wurde er als Bonner Kanoniker vom Kölner Kurfürsten Ferdinand von Bayern, der zugleich Fürstbischof von Münster war, zum neuen Generalvikar in Münster ernannt und mit sämtlichen Vollmachten ausgestattet. Er konnte alle ihm als geeignet erscheinenden Schritte einleiten, um die Reformen im tridentinischen Sinne voranzutreiben. Die weltliche Polizei war gehalten, ihm dabei helfend zur Seite zu stehen. Er löste Hermann Bischopinck in seinem Amt ab, der die Ämter des Sieglers am Weltlichen und Geistlichen Hofgericht und des Generalvikars innehatte. Mit dem Amtswechsel wurden beide Ämter voneinander getrennt, wogegen sich zuvor das Domkapitel und Bischopinck heftig gewehrt hatten. 
Im März 1613 begleitete Hartmann Kurfürst Ferdinand auf einer Reise durch das Niederstift Münster, um dort die Niederlassung von Jesuiten einzuleiten, die für die Rekatholisierung des Emslandes – fast ganz zum Protestantismus übergegangen – sorgen sollten.
Am 9. April 1613 erhielten Weihbischof Nikolaus Arresdorf und Hartmann vom Fürstbischof den Auftrag, das gesamte Bistum Münster einer Visitation zu unterziehen. Er geriet mit dem Domkapitel in einen Streit, weil er forderte, die Kanoniker der Kollegiatstifte sollten sich im September 1613 in Münster einfinden, um die vorgeschriebene Weihe zu empfangen. Die Domkapitulare verweigerten unter Hinweis auf die Einmischung in Archidiakonalrechte ihre Zustimmung. Darüber hinaus forderte Hartmann, im Bistum Münster die Dekrete des Konzils von Trient in ihrer Gesamtheit zu veröffentlichen. Dieser Vorschlag stieß beim Fürstbischof auf taube Ohren, denn er fürchtete einen Konflikt mit dem calvinistischen Landadel. Ihm wurde das Recht selbständiger Visitationen zugestanden, unabhängig von Archidiakonen. Dabei sollte er auch gegen die Konkubinarier vorgehen. 
Am 3. Oktober 1616 ernannte ihn Kurfürst Ferdinand von Bayern zum münsterischen Siegler, nachdem er drei Jahre zuvor die Trennung der beiden Ämter verfügt hatte. Das Domkapitel wehrte sich gegen diese Regelung, doch Hartmann konnte sich gegen den Widerstand erfolgreich durchsetzen.
Er verfasste unter dem Namen des Kurfürsten Dekrete, die dem Geist des Trienter Konzils entsprachen, ohne als veröffentlichte Konzilsbeschlüsse Geltung zu haben. Der gesamte Klerus wandte sich gegen diese Reformdekrete und warf dem Domkapitel vor, deren Veröffentlichung zugestimmt zu haben. Das Domkapitel entschuldigte sich für das Vorgehen mit der Begründung, man habe die Dekrete für unverbindlich gehalten. Der Konflikt mit dem Domkapitel verschärfte sich. Hartmann musste am 5. August 1617 im Kapitelsaal erscheinen und sah sich schweren Vorwürfen ausgesetzt; er weigerte sich jedoch, seine Dekrete zurückzunehmen. Diese Auseinandersetzungen zehrten an seinen Kräften. Im Februar 1619 bat er den Kurfürsten, ihn wegen seines Gesundheitszustandes aus dem Amt zu entlassen. Hartmann zog sich in seine Bonner Dechanei zurück und behielt die beiden Ämter bis zu einer Entscheidung über sein Gesuch. Am 6. Juni 1621 übernahm Petrus Nicolartius das Siegelamt und das Generalvikariat.